# William Henry Rolph

William Henry Rolph

William Henry Rolph (* 26. August 1847 in Berlin; † 1. August 1883 ebenda) war ein deutscher Entomologe. Rolph lehrte vom Wintersemester 1876 bis zum Wintersemester 1879 an der Universität Leipzig.
1882 erschien sein Werk Biologische Probleme, eine erweiterte Ausgabe wurde posthum veröffentlicht. Nietzsches Lektüre der Schrift hat seine Konzeption des „Willens zur Macht“ beeinflusst, wie Rudolf Steiner in seinem Nietzsche-Nachruf im Vorwärts schrieb. In Nietzsches Bibliothek befand sich nachweislich ein Exemplar, das mit mehreren Anstreichungen versehen ist.
Dank der Lektüre von Rolph revidierte Nietzsche seine Auffassung des Darwinismus; aus Rolphs Biologischen Problemen lernte er, dass die bisherige Evolutionstheorie die Natur als von Mangel und Konkurrenz bestimmt hielt, während Rolph sie als Überfülle begriff.